# Bulb

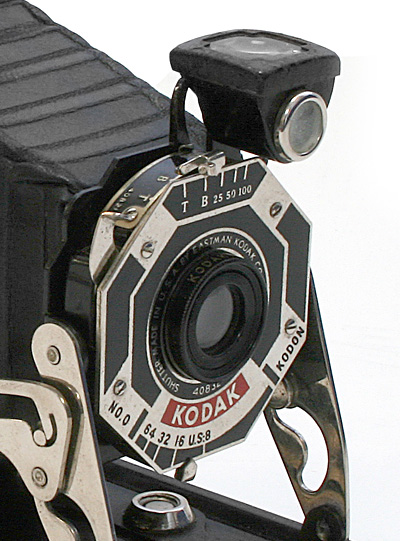
Detail starého fotoaparátu Kodak se závěrkou nastavenou na pozici bulb

Bulb, zkráceně B, je rychlost závěrky nastavená na fotoaparátu, který umožňuje dlouhé expozice pod přímou kontrolou fotografa. S tímto nastavením závěrka prostě zůstane otevřená tak dlouho, dokud spoušť zůstává stisknutá. Alternativní nastavení společné pro filmové kamery je Time, zkráceně T, kde je tlačítko stisknuto jednou pro otevření závěrky a po druhém stisku ji zavře.

## Historie
Pojem bulb odkazuje na starý styl pneumaticky ovládané spouště zmačknutím vzduchového balónku (anglicky bulb) se otevřela záklopka a uvolněním balónku se opět zavřela. Podle encyklopedie Focal Encyclopedia of Photography:
BULB EXPOSURE (B). Jiný termín pro krátkou expozici, ve kterém zůstává závěrka otevřená pouze tak dlouho, dokud je spoušť držena stisknutá. Slovo pochází z dob počátků pneumatické závěrky.

Není jasné, kdy tento výraz vlastně vznikl. Zdá se, že když byly zavedeny mžikové závěrky, že obsahovaly pozici B tak, aby známá funkce bulb mohlo být nahrazeno kabelovou spouští. To může být původ termínu balónku (bulb) v odkazu na nastavení expozice. (Viz popisky fotografií v galerii.)

## Použití

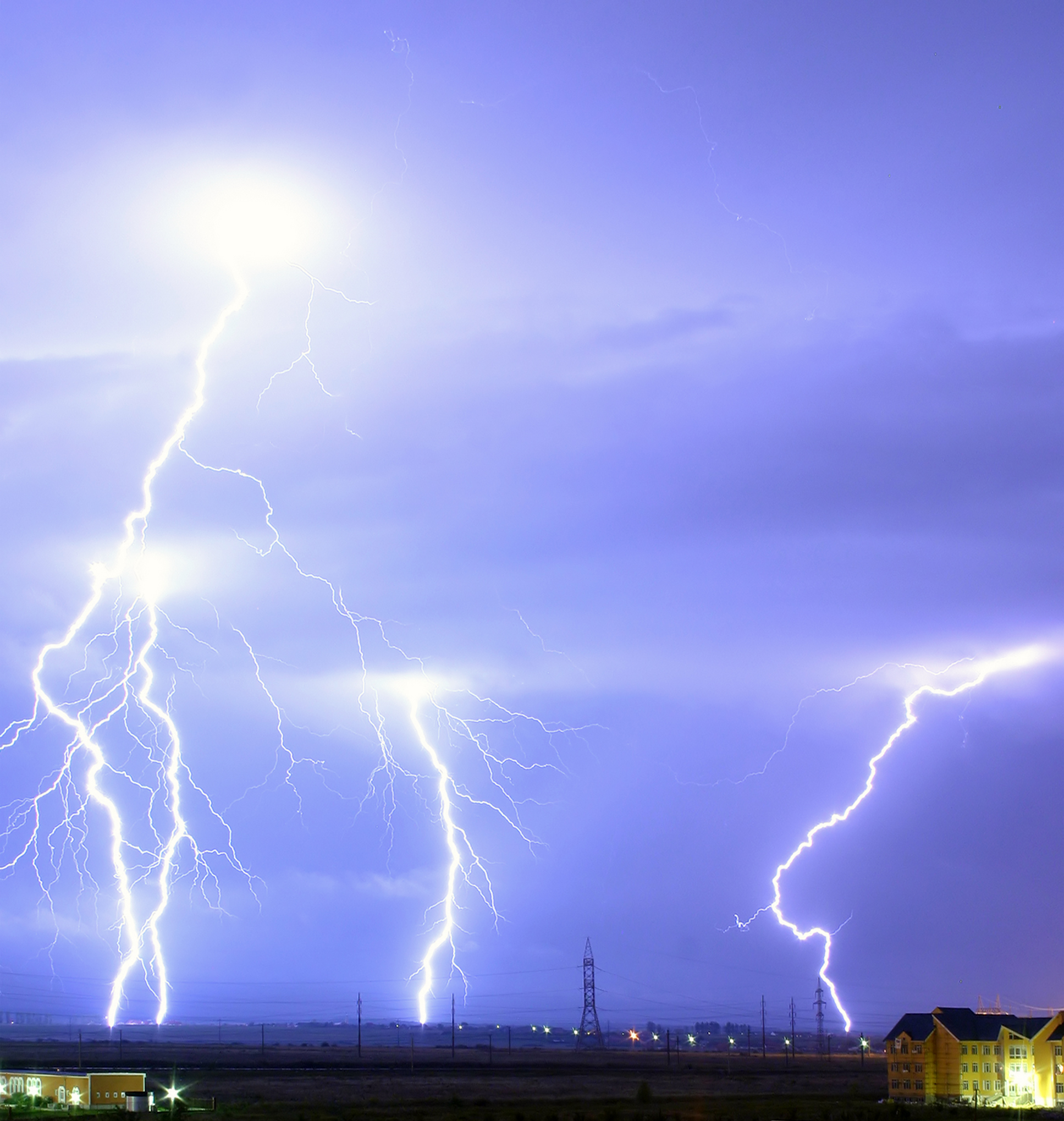
Blesky v Rumunsku (30 sekund)

Nastavení bulb se používá u některých fotoaparátů, včetně některých kompaktních fotoaparátů pro využití pomalejší rychlosti závěrky, než je maximální čas nabízený standardním nastavením fotoaparátu.
Režim bulb se používá především při fotografování scén s velmi slabým osvětlením. Většina digitálních zrcadlovek podporuje uzávěrky od 1/4000s (jakožto nejrychlejší) až po 10s, 30s a režim bulb. Fotoaparát v režimu bulb snímá prostor po dobu stisknuté spouště (i déle než 30 sekund). Pro fotografování s takto dlouhou dobou uzávěrky je nutné použít stativ, kabelovou spoušť nebo časovou spoušť. Pokud bychom drželi spoušť přímo na fotoaparátu, nevyhnuli bychom se rozmazání celkové fotografie i kdybychom použili stativ.
Pohybová neostrost je zachycení pohybujících se objektů ve fotografii, nebo na sekvenci snímků, například ve filmu nebo animaci. Neostrý záběr vznikne tak, že během záznamu jednoho snímku nebo nahrávání obrazu dojde k pohybovým změnám, buď v důsledku rychlého pohybu předmětu nebo fotoaparátu během dostatečně dlouhé expozice dosažené v režimu bulb.

### Témata v režimu bulb
Režim bulb je užitečný pro následující typy fotografických témat:
- noční ohňostroje
- noční obloha a astronomické objekty (viz astrofotografie)
- blesky
- ulice v noci (známé svými světelnými čarami od projíždějících aut)
- luminografie
- náročnější záběry

## Moderní fotoaparáty
Na některých moderních fotoaparátech je režim bulb k dispozici pouze jako volba v LCD nabídce, pokud je to vůbec možné. Na jiných fotoaparátech, včetně mnoha digitálních zrcadlovek je k dispozici režim bulb v ručním nastavení expozice nebo ve volbě priority rychlosti závěrky.
Po výběru volby bulb, obecně v režimu „M“, nebo v ručním nastavení fotoaparátu, zůstane závěrka otevřená, dokud je stisknuté tlačítko spouště (nebo kabelová nebo dálková spoušť).
V roce 2012 společnost Olympus uvedla na trh novou formu režimu bulb pod označením „Live Bulb“ (bez přepínání) a „Live Time“ (s přepínáním) v modelu digitálního fotoaparátu Olympus OM-D E-M5, při kterém se v hledáčku a na displeji snímek aktualizuje „během“ expozice a uživateli je umožněno kontrolovat expozici. Obnovovací frekvence displeje pro tento režim může být nastavena mezi 0,5 a 60 sekundami.

## Galerie

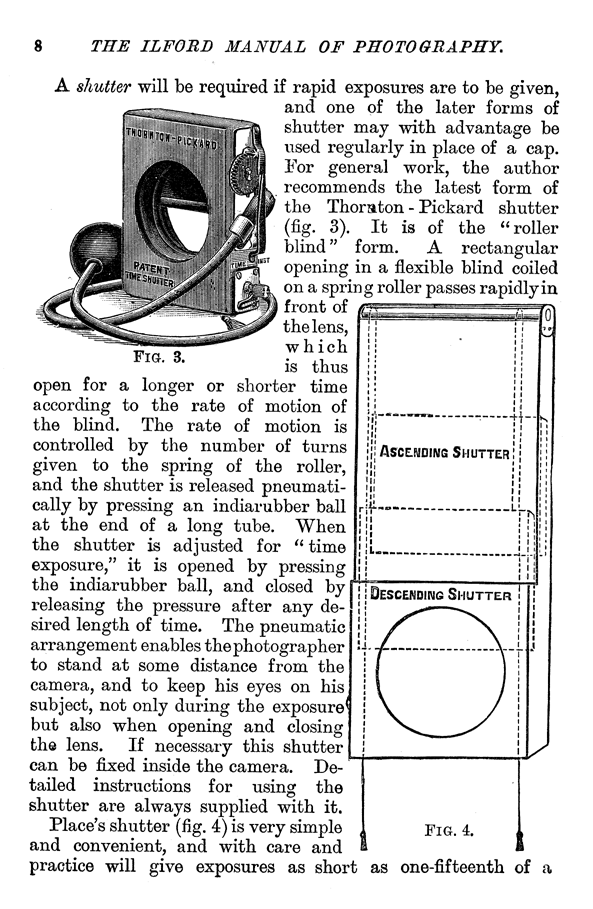
Stránka asi z roku 1894 ukazuje fotoaparát s „indiarubber ball“ a módem „time exposure“, který fungoval podobně jako „bulb“. Pojem „bulb“ v té době ještě nebyl zaveden.
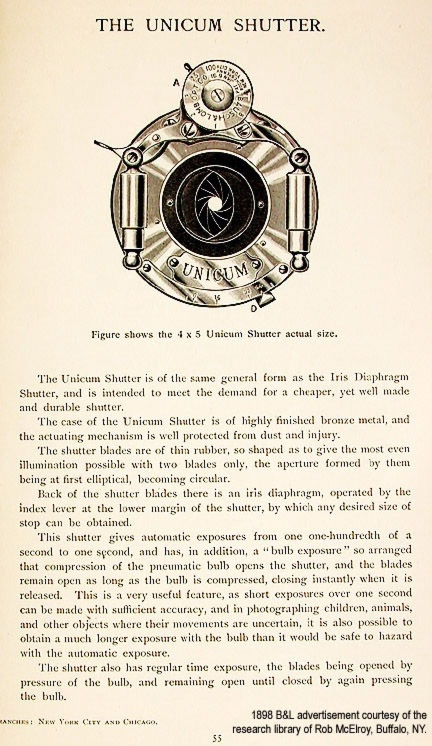
Reklama Bausch & Lomb z roku 1898 ukazuje závěrku s nastavením B; vysvětlivky zobrazují „bulb exposure“ v uvozovkách a detailně jej vysvětlují, protože termín byl ještě nový
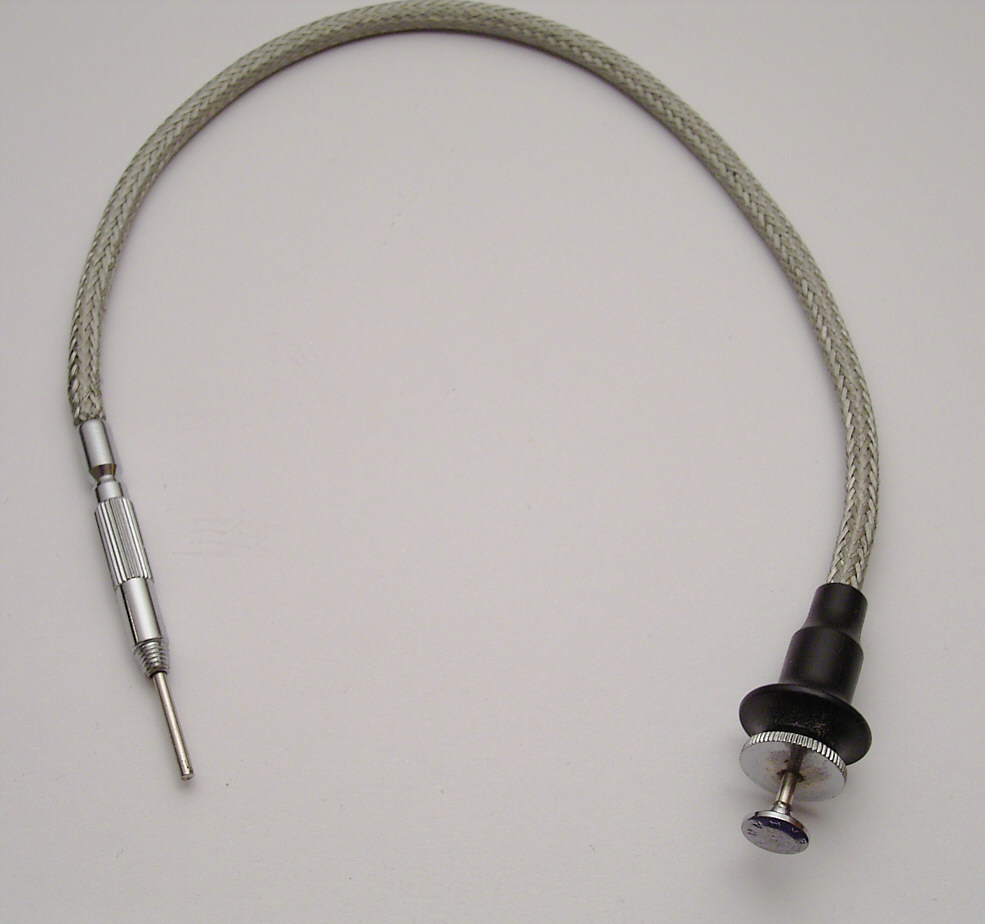
Modernější kabelová spoušť, ozubené kolečko slouží k aretaci spouště, asi 1950
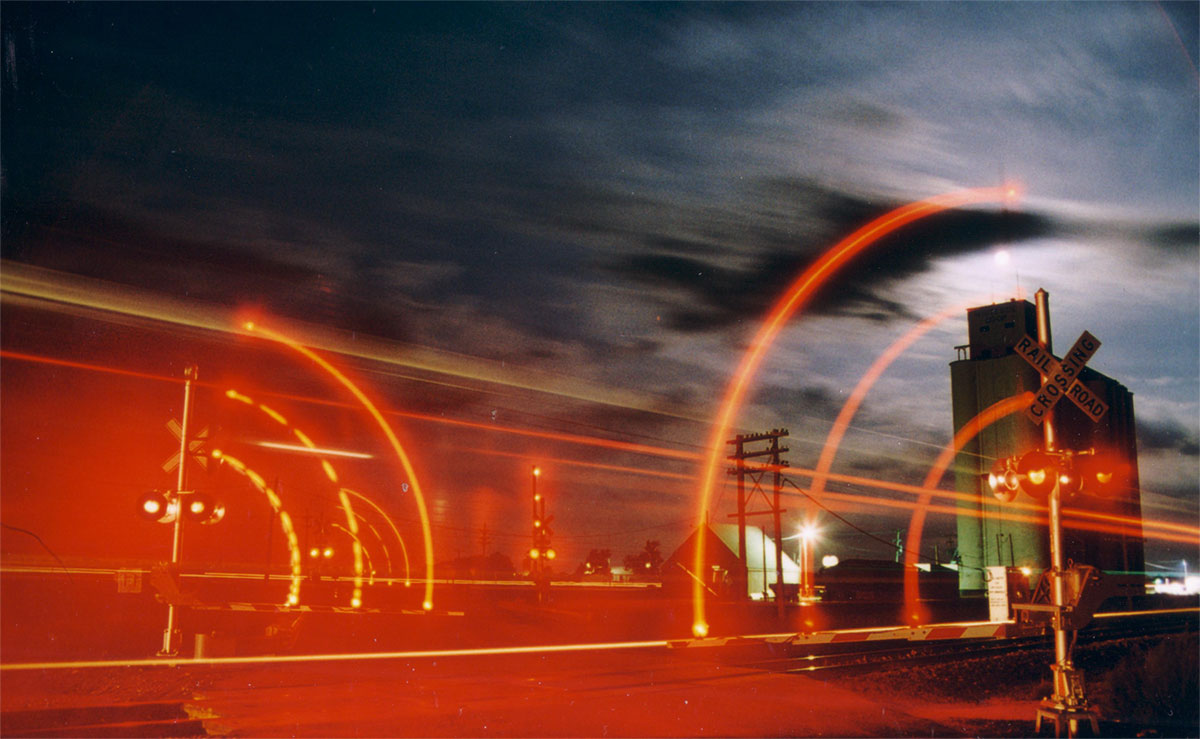
Pohyb mraků, padající závory a projíždějící vlak jsou v důsledku dlouhé expozice rozmazané; ostré jsou jen statické objekty
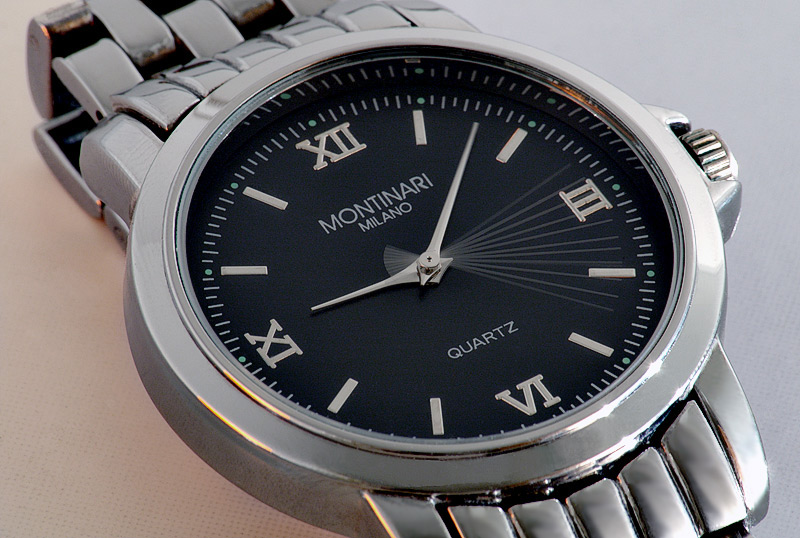
10 sekund na jednom snímku
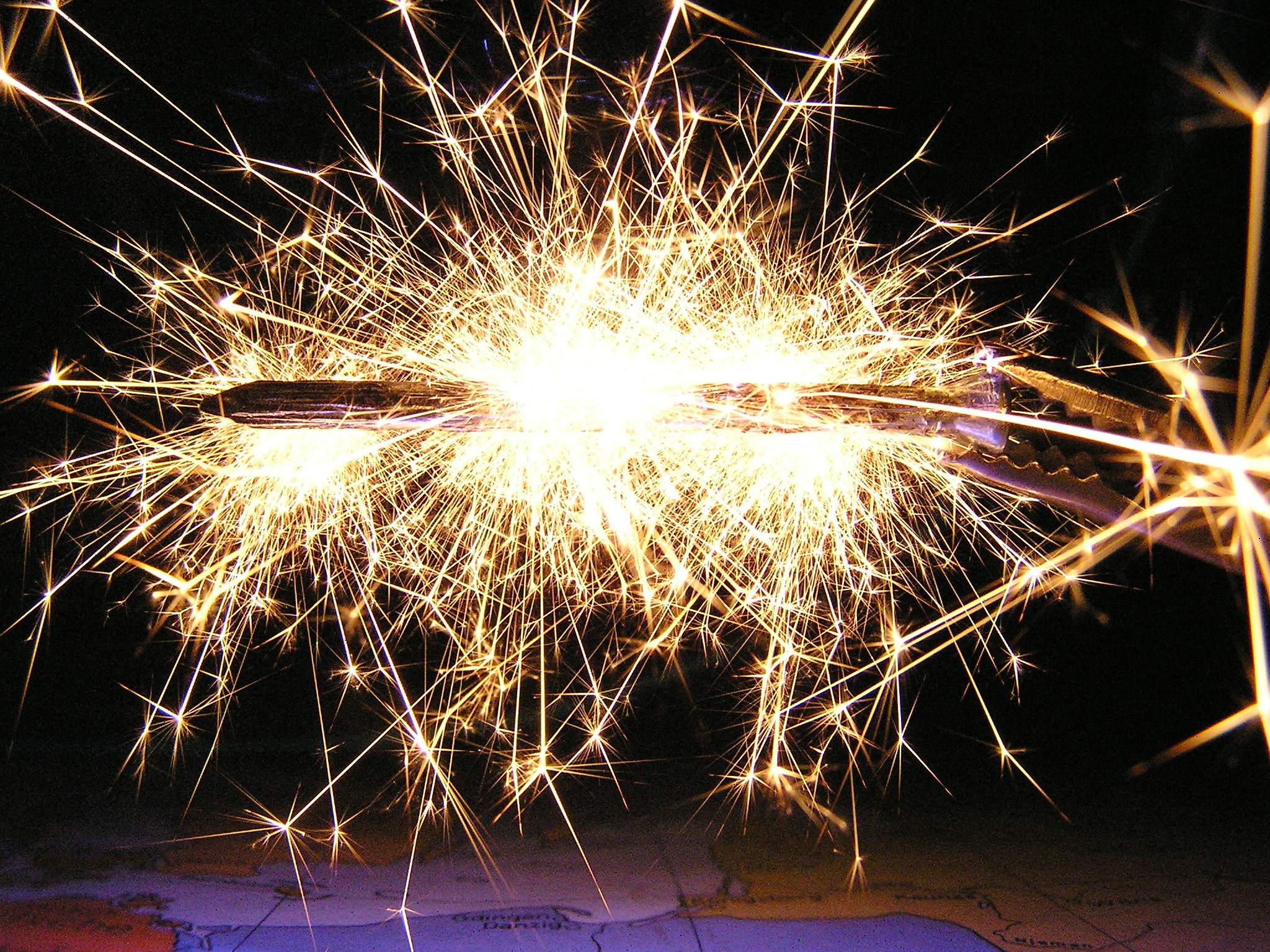
Několikanásobný zkrat (16 sekund)
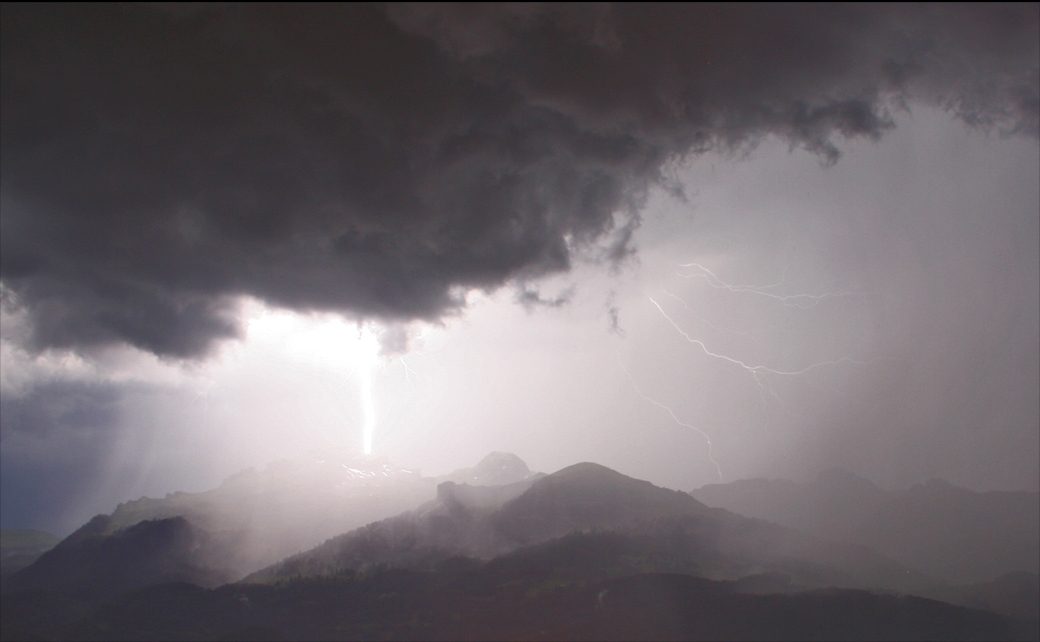
Bouřka v Lichtenštejnsku (25 sekund)
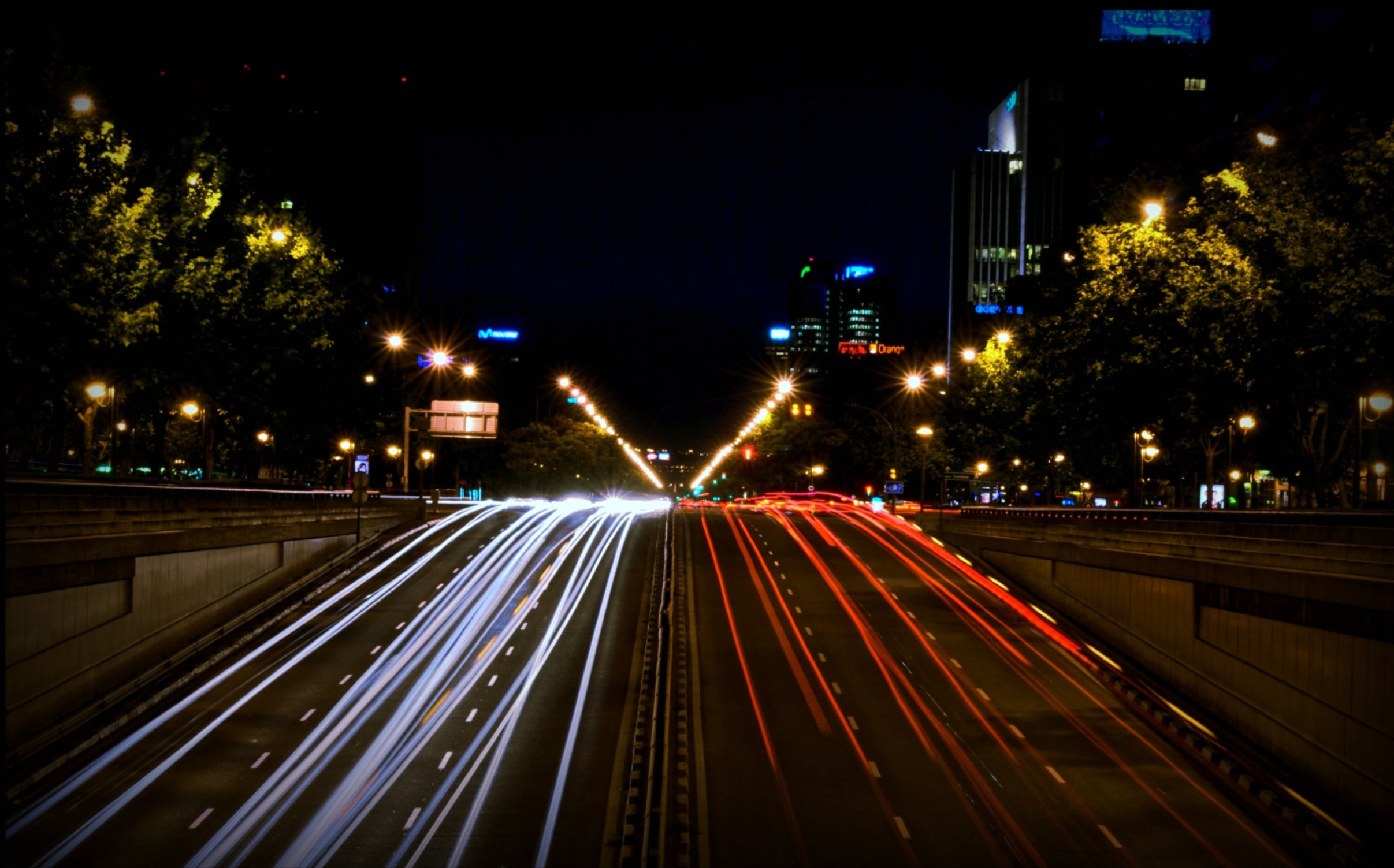
Páteční provoz v Madridu (30 sekund)
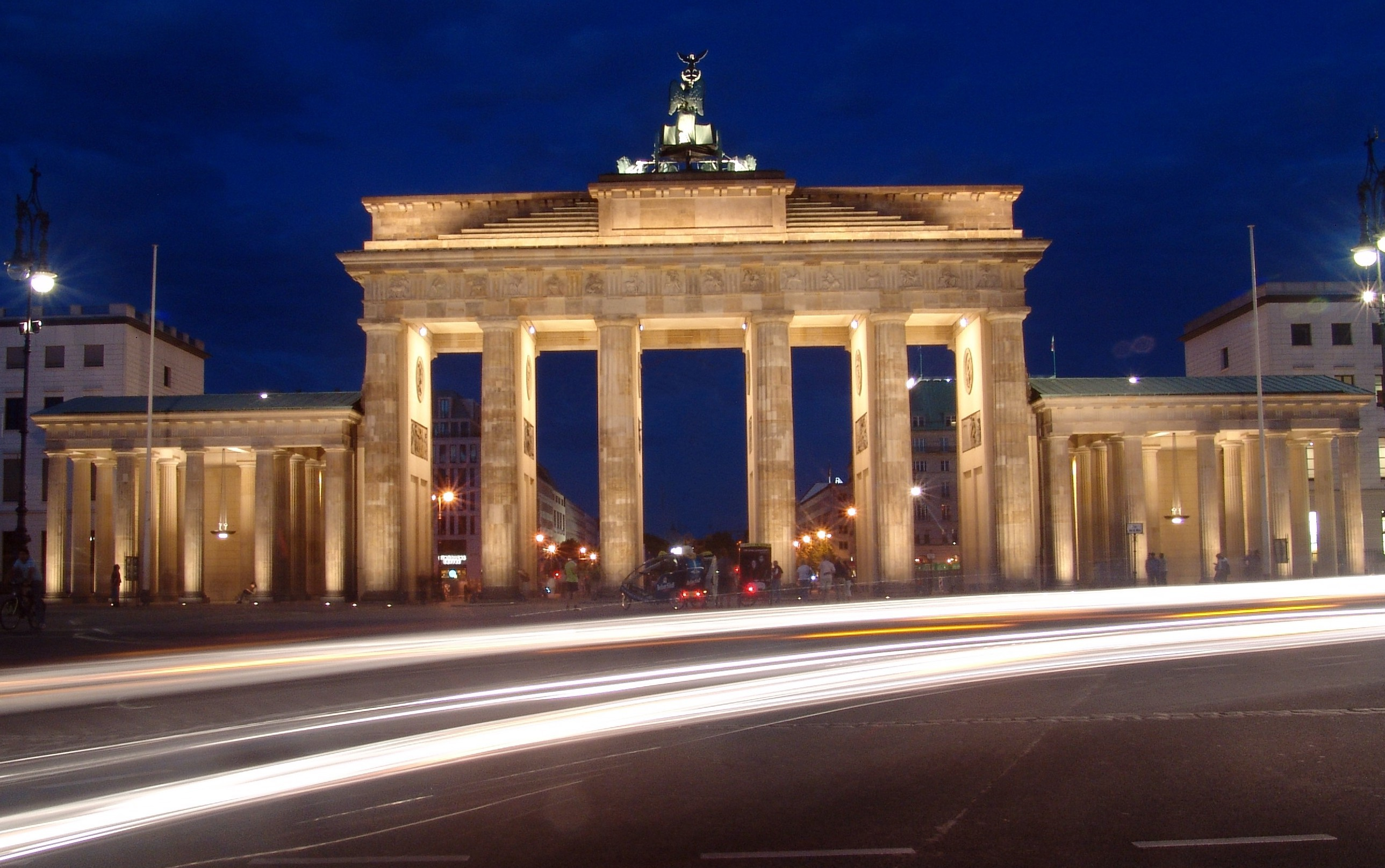
Braniborská brána večer (8 sekund)
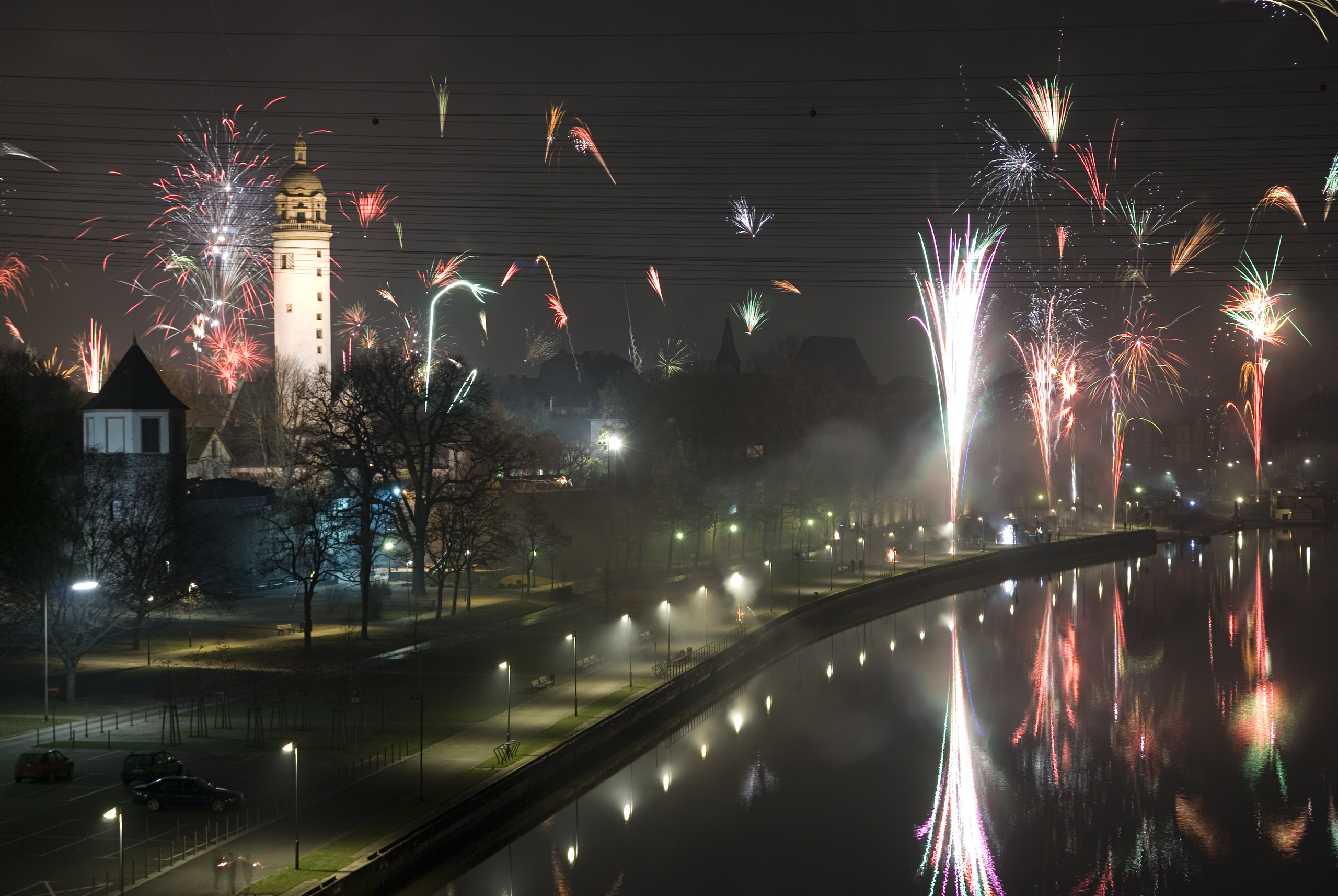
Ohňostroj v Höchstu 2009 (20 sekund)
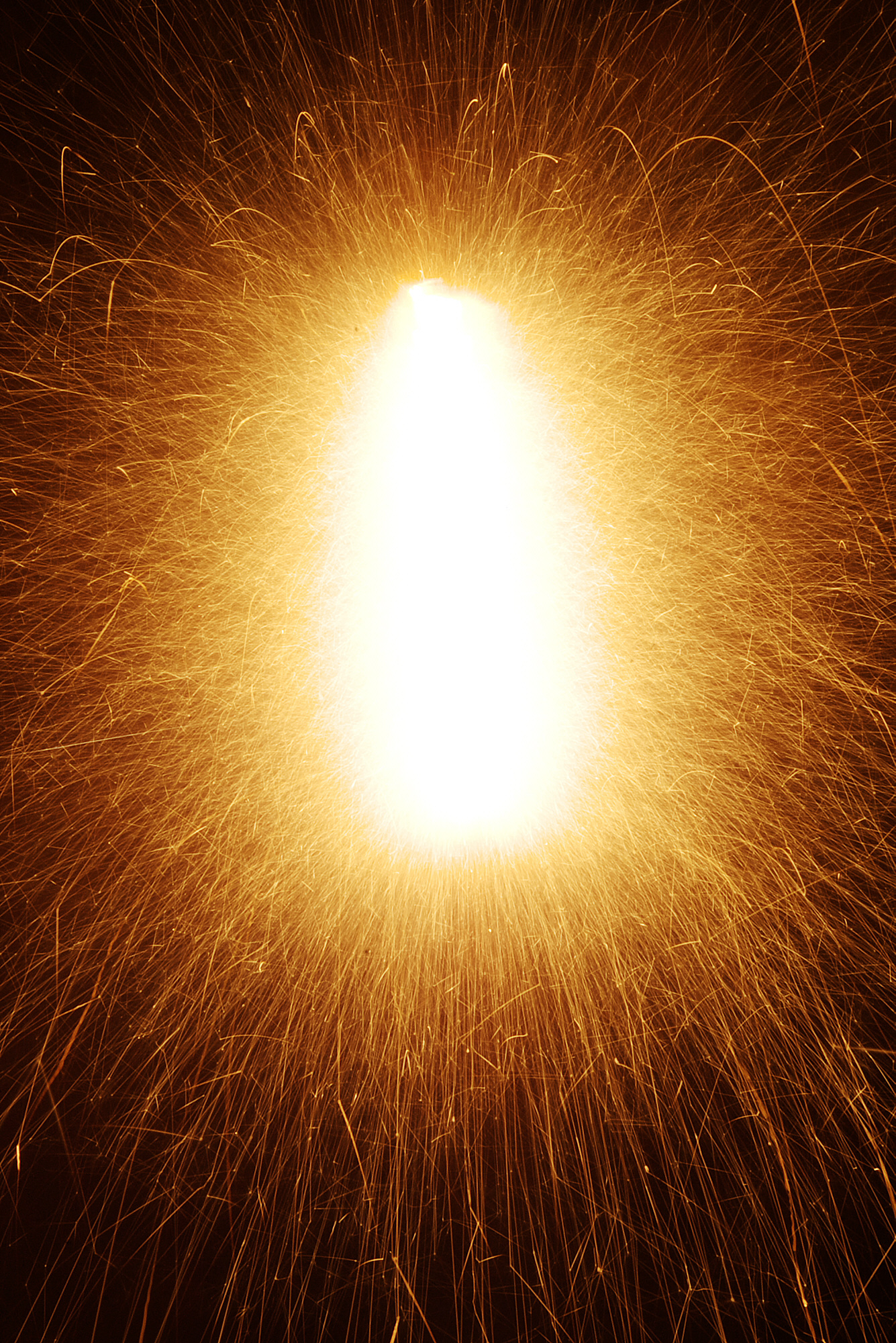
Prskavka (46 sekund)
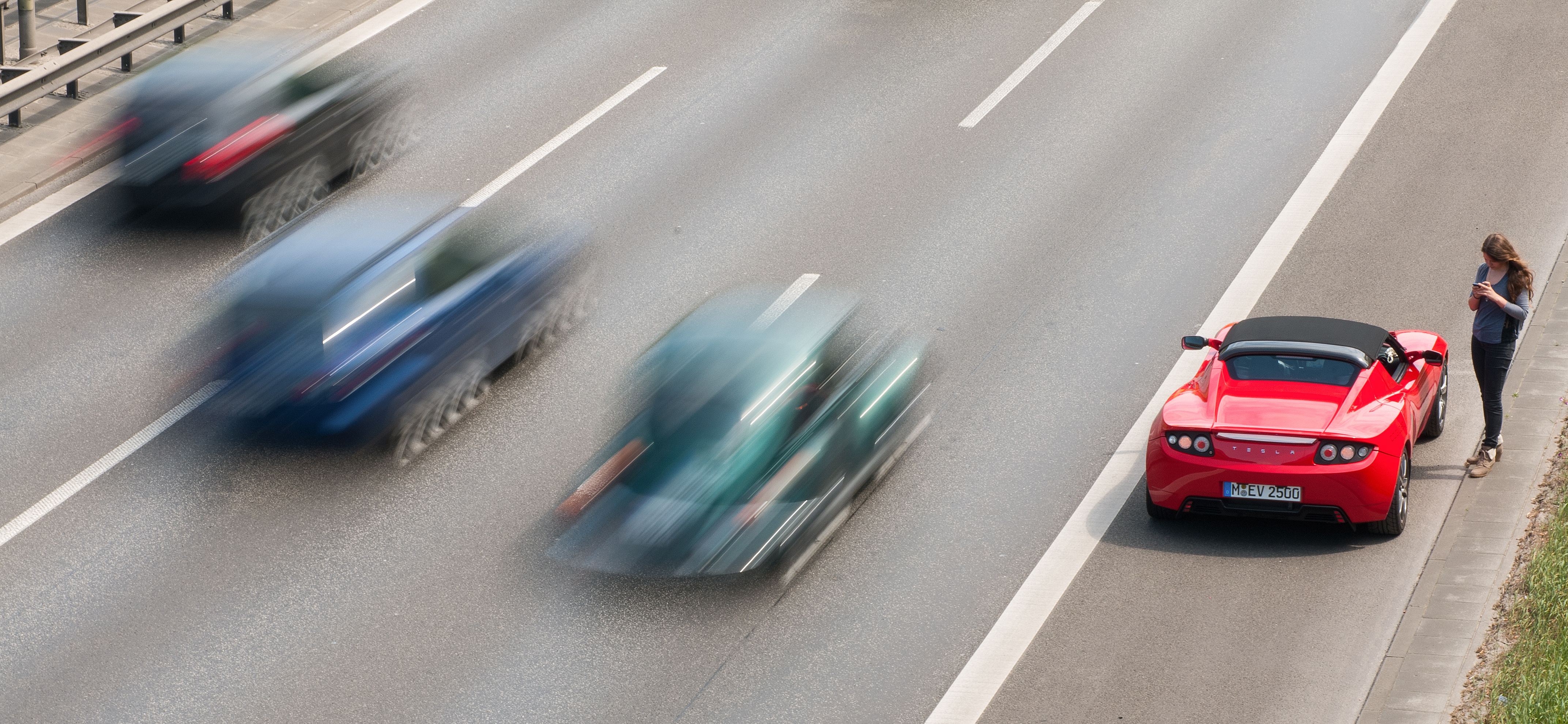
1/13 s